# Череда золотистая
Череда золотистая (лат. Bidens aurea) — травянистое растение, североамериканский вид семейства астровых (Asteraceae). Синонимом вида также признано название череда ферулелистная (Bidens ferulifolia). В садоводстве растение наиболее известно под обиходным названием биденс. В декоративном цветоводстве в ходе селекции были выведены многочисленные сорта, которые отличаются окраской соцветий и размером растений. Часто выращивается как однолетник для контейнерного озеленения  в подвесных корзинах, кашпо и балконных ящиках.

## Этимология
Название рода происходит от латинских слов bis, что означает «дважды», и dens, что означает «зуб», что связано с формой семян.
Видовой эпитет означает «золотой».

## Описание

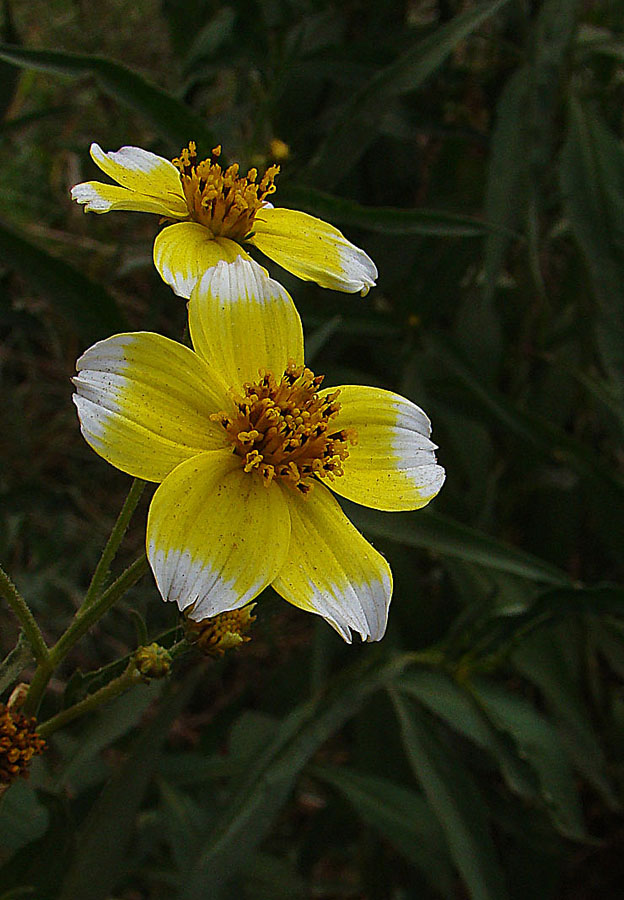
Корзинки крупными планом в стадии цветения

Однолетнее травянистое растение, достигающее иногда высоты 250 см.
Листья на черешках 2–4 см длиной. Листовые пластинки треугольные, ланцетные или линейно-ланцетные, 5–12 см длиной и 1–5 см шириной, иногда цельные с 1–перистыми долями. Главные доли в числе 3–5, линейно-ланцетные, 3–12 см длиной и до 2,5 см шириной, или 2-перистые с конечной линейной долей до 3 см длиной, в основании усеченные или клиновидные, конечные цельные или зубчатые, на конце тупые или заостренные.
Имеет многочисленные жёлтые или беловатые цветочные корзинки, содержащие как трубчатые, так и язычковые цветки. Язычковые цветки жёлтые, в числе 5–6.
Плоды — семянки, тёмно-коричневые или черноватые.

## Места обитания
Вид широко распространен на большей части территории Мексики, а также встречается в Аризоне и Гватемале. Вид также натурализовался в некоторых частях Европы и Южной Америки.
Растёт в основном во влажных местах, таких как болота и берега рек.

## Таксономия
Вид Череда золотистая относится к роду Череда (Bidens) семейства Астровые (Asteraceae) порядка Астроцветные (Asterales). Кладограмма в соответствии с Системой APG IV:
|  |                                      |  |                                   |                                   |                    |  | ещё 10 семейств | ещё 10 семейств |                                               |  |  |  | 230 подтверждённых и 171 в статусе «непроверенных» видов и инфравидовых таксонов |
|  |                                      |  |                                   |                                   |                    |  | ещё 10 семейств | ещё 10 семейств |                                               |  |  |  | 230 подтверждённых и 171 в статусе «непроверенных» видов и инфравидовых таксонов |
|  |                                      |  |                                   | порядок Астроцветные              |                    |  |                 |                 | род Череда                                    |  |  |  |                                                                                  |
|  |                                      |  |                                   | порядок Астроцветные              |                    |  |                 |                 | род Череда                                    |  |  |  |                                                                                  |
|  | отдел Цветковые, или Покрытосеменные |  |                                   |                                   | семейство Астровые |  |                 |                 | Череда золотистая Bidens aurea (Aiton) Sherff |  |  |  |                                                                                  |
|  | отдел Цветковые, или Покрытосеменные |  |                                   |                                   | семейство Астровые |  |                 |                 |                                               |  |  |  |                                                                                  |
|  |                                      |  | ещё 63 порядка цветковых растений | ещё 63 порядка цветковых растений |                    |  |                 | ещё 1804 рода   | ещё 1804 рода                                 |  |  |  |                                                                                  |
|  |                                      |  |                                   | ещё 63 порядка цветковых растений |                    |  |                 |                 | ещё 1804 рода                                 |  |  |  |                                                                                  |

## Синонимы

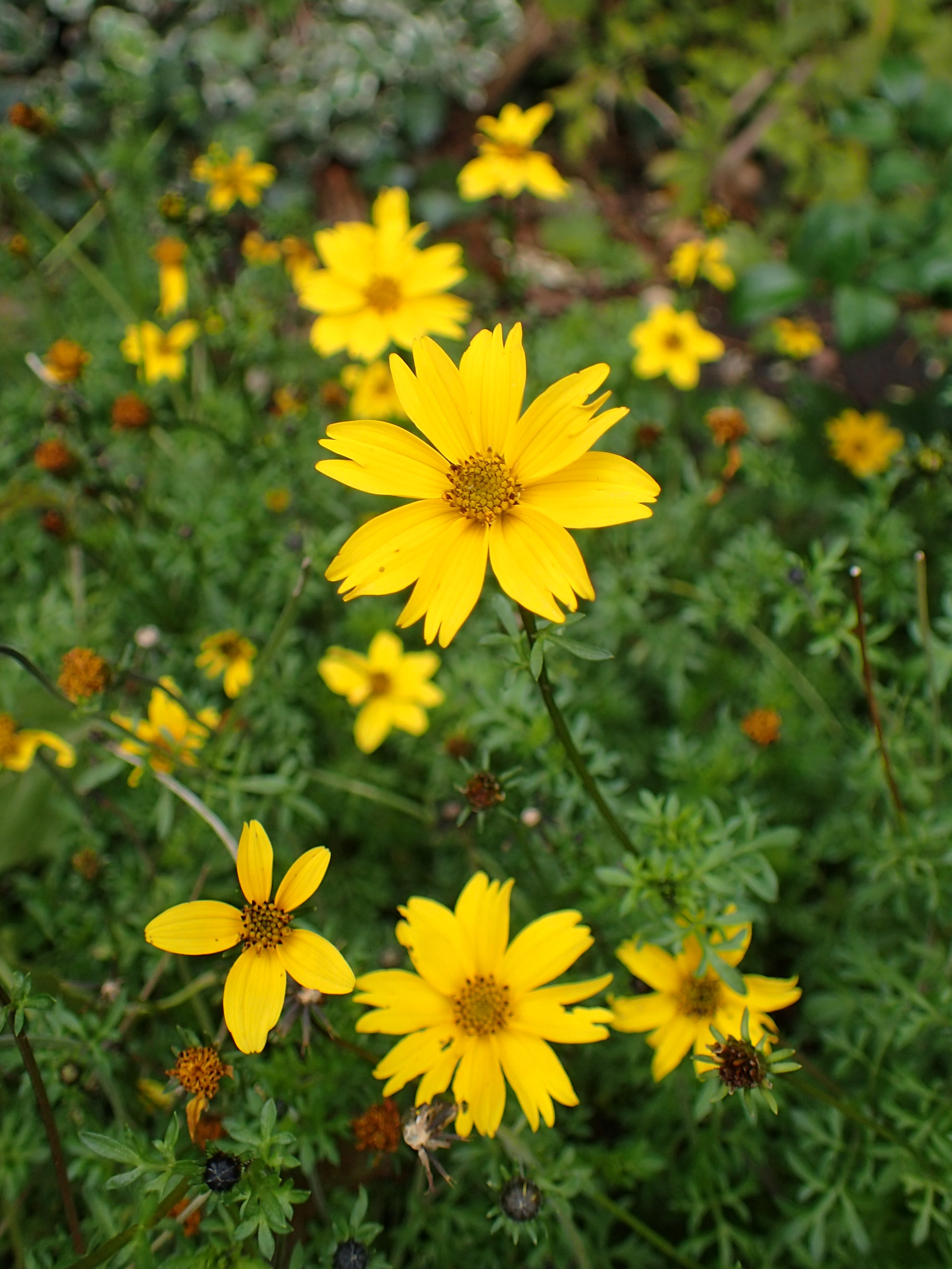
Сорт 'Bidy Gonzales

Согласно данным GBIF в синонимику вида Bidens aurea (Aiton) Sherff (1915). In: Bot. Gaz. 59: 313 входят следующие названия:
- = Bidens arguta Kunth
- = Bidens arguta var. arguta
- = Bidens arguta var. luxurians (Willd.) DC.
- = Bidens aurea var. aurea
- = Bidens aurea var. leptophylla (Nutt.) Sherff, 1915
- = Bidens decolorata Kunth
- = Bidens ferulaefolia (Jacq.) DC.
- = Bidens ferulifolia (Jacq.) DC.
- = Bidens ferulifolia (Jacq.) Sweet
- = Bidens ferulifolia var. ferulifolia
- = Bidens ferulifolia var. foeniculaefolia (DC.) Sherff
- = Bidens ferulifolia var. foeniculifolia (DC.) Sherff
- = Bidens ferulifolia var. ludens (A.Gray) Sherff
- = Bidens ferulifolia var. typica Sherff
- = Bidens foeniculifolia DC.
- = Bidens heterophylla Ortega
- = Bidens heterophylla var. heterophylla
- = Bidens heterophylla var. typica Fiori, 1904
- = Bidens longifolia DC.
- = Bidens ludens A.Gray
- = Bidens luxurians Willd.
- = Bidens mitis var. incisa (Torr. & A.Gray) Sherff
- = Bidens mitis var. leptophylla (Nutt.) Small
- = Bidens mitis var. subintega (Torr. & A.Gray) Sherff
- = Bidens procera D.Don
- = Bidens tetragona (Cerv.) DC.
- = Bidens warszewicziana Regel
- = Bidens warszewicziana var. bipinnata Regel
- = Bidens warszewicziana var. pinnata Regel
- = Bidens warszewicziana var. simplicifolia Regel
- = Coreocarpus ferulaefolia Jacq.
- = Coreopsis ambigua Nutt.
- = Coreopsis angustifolia Pav.
- = Coreopsis angustifolia Pav. ex DC., 1836
- = Coreopsis angustifulia Pav.
- = Coreopsis angustifulia Pav. ex D.Don
- = Coreopsis arguta Pursh
- = Coreopsis aurea Aitonbasionym
- = Coreopsis aurea Dryand.
- = Coreopsis aurea var. aurea Dryand. ex Aiton
- = Coreopsis aurea var. incisa Torr. & A.Gray
- = Coreopsis aurea var. leptophylla (Nutt.) Torr. & A.Gray
- = Coreopsis aurea var. subintegra Torr. & A.Gray
- = Coreopsis coronata Walter
- = Coreopsis ferulacea Tilli
- = Coreopsis ferulaefolia Jacq.
- = Coreopsis ferulifolia Jacq.
- = Coreopsis foeniculacea Moc. & Sessé
- = Coreopsis foeniculacea Moc. & Sessé ex DC.
- = Coreopsis incurva Moench
- = Coreopsis lucida Cav.
- = Coreopsis luxurians (Willd.) P.Pell., 1942
- = Coreopsis nitida Cav.
- = Coreopsis nitida Hort.
- = Coreopsis tetragona Cerv.
- = Coreopsis tetragona Cerv. ex La Llave & Lex.
- = Coreopsis trichosperma var. aurea (Aiton) Nutt.
- = Diodonta aurea (Aiton) Nutt.
- = Diodonta leptophylla Nutt.
- = Diodonta mitis Nutt.
- = Kerneria ferulaefolia (Jacq.) Cass., 1827
- = Kerneria ferulifolia (Jacq.) Cass.

## Использование
Выращивается как декоративный однолетник в контейнерах и балконных ящиках.